# Kanton Toul
Der Kanton Toul ist seit 2015 ein französischer Wahlkreis im Arrondissement Toul, im Département Meurthe-et-Moselle und in der Region Grand Est (bis Ende 2015 Lothringen); sein Hauptort ist Toul.

## Geschichte
Der Kanton entstand bei der Neueinteilung der französischen Kantone im Jahr 2015. Seine Gemeinden gehörten früher zu den Kantonen Toul-Sud (8 Gemeinden), Toul-Nord (6 Gemeinden) und der Stadt Toul (Kantone Toul-Nord und Toul-Sud).

## Lage
Der Kanton liegt im Westen des Départements Meurthe-et-Moselle.

## Gemeinden
Der Kanton besteht aus 15 Gemeinden mit insgesamt 30.771 Einwohnern (Stand: 1. Januar 2022) auf einer Gesamtfläche von 166,50 km²:
| Gemeinde                   | Einwohner 1. Januar 2022 | Fläche km² | Dichte Einw./km² | Code INSEE | Postleitzahl |
| -------------------------- | ------------------------ | ---------- | ---------------- | ---------- | ------------ |
| Bicqueley                  | 927                      | 16,82      | 55               | 54073      | 54200        |
| Charmes-la-Côte            | 321                      | 6,23       | 52               | 54120      | 54113        |
| Chaudeney-sur-Moselle      | 730                      | 8,34       | 88               | 54122      | 54200        |
| Choloy-Ménillot            | 702                      | 11,95      | 59               | 54128      | 54200        |
| Domgermain                 | 1.134                    | 13,09      | 87               | 54162      | 54119        |
| Dommartin-lès-Toul         | 1.991                    | 6,87       | 290              | 54167      | 54200        |
| Écrouves                   | 4.457                    | 10,30      | 433              | 54174      | 54200        |
| Foug                       | 2.622                    | 25,49      | 103              | 54205      | 54570        |
| Gye                        | 281                      | 6,51       | 43               | 54242      | 54113        |
| Laneuveville-derrière-Foug | 155                      | 1,13       | 137              | 54298      | 54570        |
| Lay-Saint-Remy             | 339                      | 3,80       | 89               | 54306      | 54570        |
| Pagney-derrière-Barine     | 649                      | 6,13       | 106              | 54414      | 54200        |
| Pierre-la-Treiche          | 474                      | 12,85      | 37               | 54426      | 54200        |
| Toul                       | 15.570                   | 30,59      | 509              | 54528      | 54200        |
| Villey-le-Sec              | 419                      | 6,40       | 65               | 54583      | 54840        |
| Kanton Toul                | 30.771                   | 166,50     | 185              | 5420       | –            |

## Politik
Im 1. Wahlgang am 22. März 2015 erreichte keines der sechs Wahlpaare die absolute Mehrheit. Bei der Stichwahl am 29. März 2015 gewann das Gespann Alde Harmand/Michèle Pilot (beide PS) gegen Julie Met/Billy Winkens (beide FN) mit einem Stimmenanteil von 54,63 % (Wahlbeteiligung: 51,49 %).
| Vertreter im conseil général des Départements | Vertreter im conseil général des Départements | Vertreter im conseil général des Départements |
| Amtszeit                                      | Name                                          | Partei                                        |
| --------------------------------------------- | --------------------------------------------- | --------------------------------------------- |
| 2015–                                         | Alde Harmand Michèle Pilot                    | PS                                            |